# 林渭訪
林渭訪（1896年—1974年），字熊祥，台灣森林學家，原籍浙江臨海。

## 生平
林渭訪於1918年，畢業於浙江省立第六中學。
林渭訪有感於故鄉林業荒廢，有嚴重的土壤流失現象，往考國立北京農業專門學校（現在北京中國農業大學，專門學校原係日本帝國仿德國學制，現在日本已沒有專門學校制度了）林學科，畢業後，最初受聘於杭州甲種農業學校，教授森林學。由於該校後來併入浙江大學農學院，仍留任為浙江大學講師。稍後便取得公費，保送留學德國，至塔廊林業大學（今德勒斯登工業大學林業系）研究院攻讀學位，主攻造林學與樹木學。1932年取得學位，返回浙江大學農學院擔任教授。後來歷任多個大學的相關學系教授與林業單位長官：河北省立農學院教授、國立河南大學農學院（今河南農業大學）教授、國立廣西大學農學院教授、福建省立農學院教授、福建省研究院農林研究所所長、福建省農林研究研所所長。
1945年10月，應臺灣省行政長官公署長官陳儀邀到台灣接收曰人撤台後的林業科學研究機構，任行政長官公署林業試驗所所長，為中華民國接管台灣後的首任所長，直到1965年退休。日本時代對台灣森林的管理，他以「伐而不濫、墾而有度」形容。
1947年國立台灣大學森林學系開始招生后，他應周楨主任（北京農業專門學校林學科和留德的學長）邀請，兼任台大教授。
曾任台大森林系主任，與劉棠瑞教授在台灣的森林植物分類學上貢獻很大，廖日京和應紹舜等台大畢業生是他們培養的。

## 貢獻

### 著作
在擔任林業試所所長期間，曾發表論文47篇，並且發表了3種新種植物：灰背葉紫珠、疏花紫珠、圓果青剛櫟。

### 譯作
翻譯出版了德人《恩格勒氏植物分類學綱要》。

### 紀念林渭訪的植物
為紀念林渭訪而援以為名的植物有下列三種，種小名"linii"為拉丁化的林氏：
- 林氏福木 (Garcinia linii C. E. Chang，發表人：張慶恩)
- 林氏茜草 (Rubia linii C. Y. Chao)
- 林氏刺竹 (Bambusa stenostachya Hackel cv. “Wei-Fang Lin”W. C. Lin，發表人：林維治)

## 評價
被譽稱為臺灣林業學界的三大元老 (另二位是曾任臺灣中興大學校長的湯惠蓀與曾任福建農學院院長的周禎)。